# Марина Мнишек под Астраханью
«Марина Мнишек под Астраханью» (пол. Maryna Mniszchówna pod Astrachaniem) — картина польского художника Яна Матейко на исторический сюжет, созданная в 1884 году. Хранится в Музее искусства в Лодзи.
На картине изображён один из эпизодов русской смуты: Марина Мнишек, вдова двух Лжедмитриев, во главе казацкого отряда приближается к Астрахани, чтобы попытаться закрепиться в этом городе. Матейко изобразил её сидящей верхом на коне с сыном на коленях и указывающей на Астрахань своим сторонникам.